# Upplands runinskrifter 74

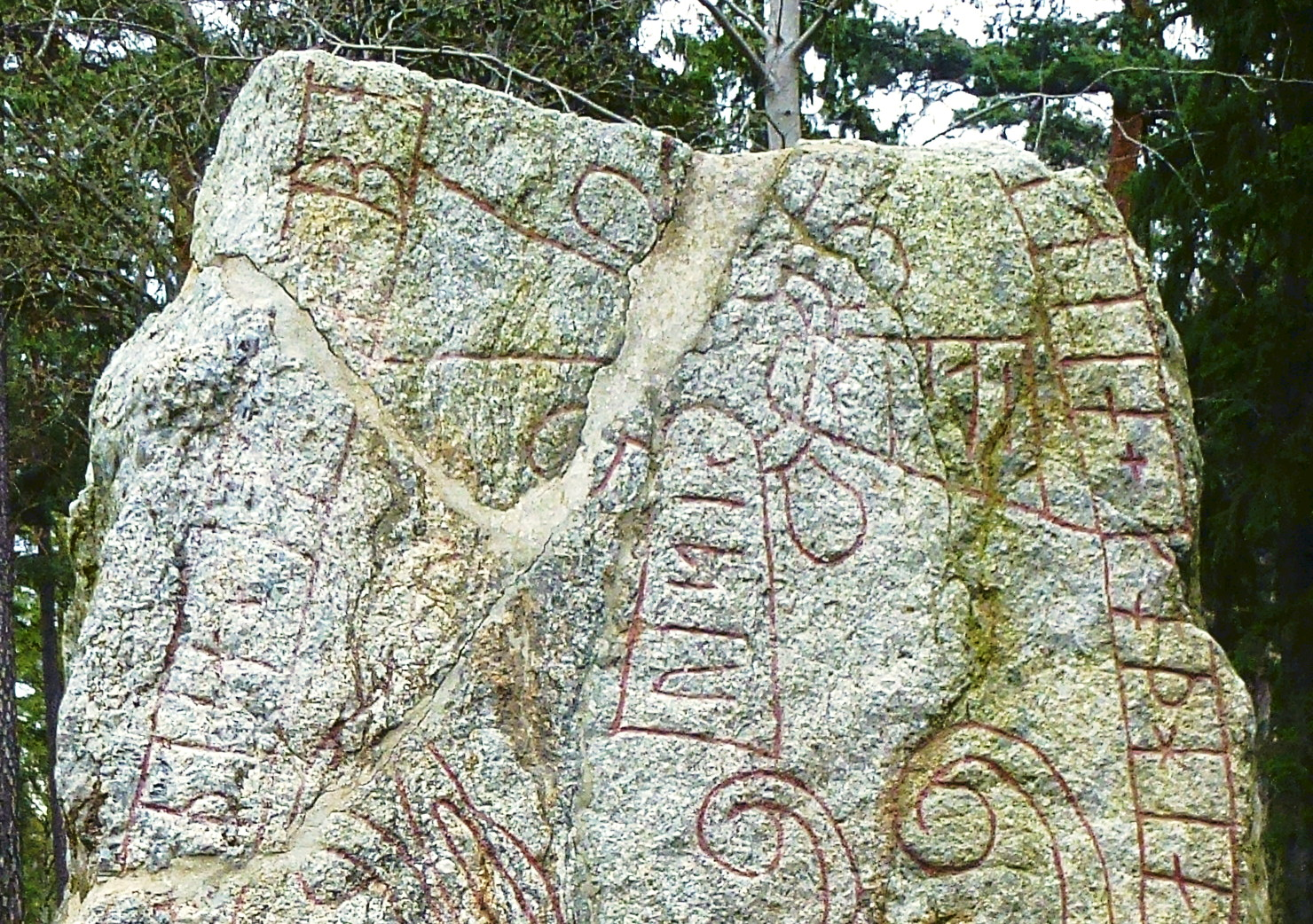
Detalj av koset.

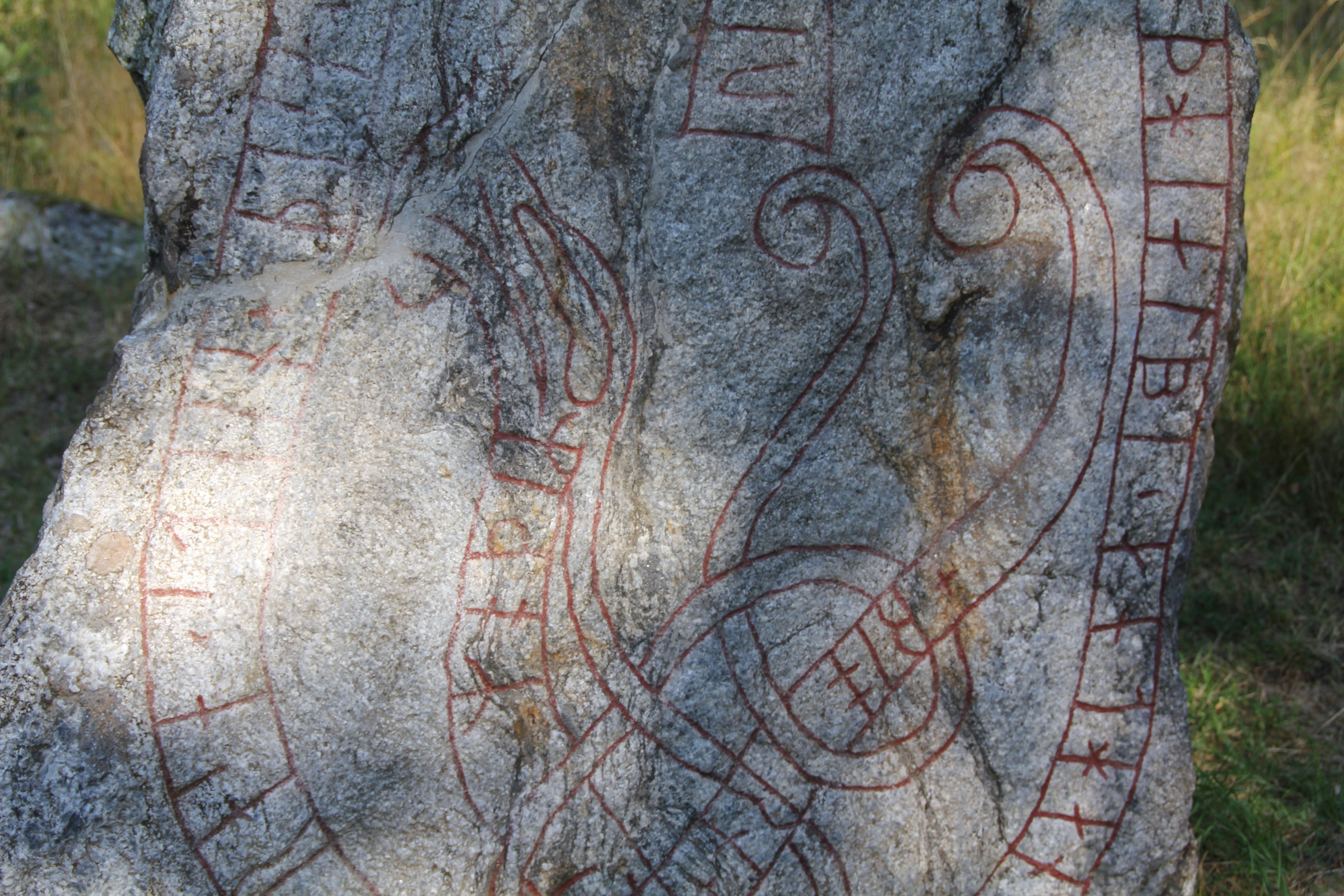
Detalj av slingan.

Runinskrift U 74, även kallad Husbystenen, är en runsten som står mellan Akalla by och Husby gård, i Spånga socken, Stockholms kommun i Uppland.

## Stenen
Stenen står vid norra vägkanten till promenadvägen mellan Akalla by och Husby gård på Järvafältet. Inskriptionen skapades  på 1000-talet av en välkände runristaren Visäte. Husbystenen är av granit, cirka 1,4 meter hög och 1,25 meter bred vid basen. Runslingan är 8–9 centimeter bred. Upptill saknas en bit av stenen varför den översta runraden inte kan läsas. En lagning finns i övre vänstra hörn. Stenen är signerat i korset av Visäte.
Mittemot Husbystenen återfinns en oristad bautasten. Den är av grå granit, 1,64 meter hög och 0,8 meter bred vid basen. Varför den restes är okänd, men intill finns ett gravfält från yngre järnåldern och det var vanlig att oristade stenar restes på eller intill släktens gravfält.

## Inskriften
Runskrift (yngre futhark):
+ ᛒᛁᚬᚱᚾ + ᛚᛂᛐ + ᚱᛂᛌᛅ + ᛌᛐᛂᛁᚾ + ᚦᛁᛌᛅ + ᛁᚠ[ᛐ]ᛦ + ᛒᛂ[ᚱᚦᚢᚱ ᛌᛁᚾ +] ...(ᛌ)ᛐᛂᛁᚾ + ᚴᚬᚦ ᚼᛁᛅᛚᛒᛁ ' ᛅᚾᛐ ᚼᛅᚾᛌ + ᛅᚢᚴ + ᚴᚬᛌ ᛘᚬᚦᛁᛦ ᚢᛁᛌᛐᛁ × ᚱᛁᛌᛐᛁ
Translitterering av runraden:
+ biorn + let + resa + stein + þisa + if[t]ʀ + be[rþur sin +] ...(s)tein + koþ hialbi ' ant hans + auk + kos moþiʀ uisti × risti
Normalisering till runsvenska:
Biorn let ræisa stæin þennsa æftiʀ broður sinn ...stæin. Guð hialpi and hans ok Guðs moðiʀ. Viseti risti.
Översättning till nusvenska:
Björn lät resa denna sten efter sin broder ...-sten. Gud hjälpe hans ande och Guds moder. Visäte ristade.